# آدم أيداه
آدم أوتشي أيداه (مواليد 11 فبراير 2001) هو لاعب كرة قدم أيرلندي محترف يلعب كمهاجم لصالح نادي سيلتيك في الدوري الاسكتلندي الممتاز ومنتخب جمهورية أيرلندا.

## المسيرة المبكرة
وُلد في كورك لأب نيجيري وأم أيرلندية، ودرست في مدرسة دوغلاس المجتمعية ‏. بدأ لعب كرة القدم مع كلية كورينثيانز [الإنجليزية]
 في عام 2007 في سن السادسة. بقي مع كورينثيانز لمدة عشر سنوات وتقدم خلال مستويات الشباب قبل الانضمام إلى نورويتش سيتي كطالب في الأكاديمية في عام 2017. في موسمه الأول مع نورويتش، لعب أيداه في دوري التطوير المهني ‏ في فريق نورويتش تحت 18 عامًا بالدوري الإنجليزي الممتاز، وسجل تسعة أهداف في 15 مباراة. وأكمل ثلاثية في 10 دقائق ضد بارنسلي في كأس الاتحاد الإنجليزي للشباب قبل أن يسجل ثلاثية أخرى ضد توتنهام هوتسبير في دوري تحت 18 عامًا. في نهاية الموسم، فاز أيداه بجائزة أفضل لاعب تحت 18 عامًا في فريق نورويتش للموسم وجائزة أفضل لاعب في الأكاديمية لهذا العام.
خلال موسمه الثاني مع نورويتش، كان أيداه منتجًا في فريق الشباب. ولعب في فريق النادي تحت 23 عامًا في الدوري الإنجليزي الممتاز 2، وسجل 12 هدفًا في 19 مباراة. في نهاية الموسم، كان أيداه أحد المرشحين الثمانية لجائزة أفضل لاعب في الدوري الإنجليزي الممتاز للموسم 2. في 4 يوليو 2019، وقع أول عقد احترافي له مع النادي، حيث وقع عقدًا حتى عام 2023. في موسم ما قبل الموسم 2019، تدرب أيداه مع الفريق الأول، وتم اختياره ليكون جزءًا من فريق نورويتش في جولتهم قبل الموسم إلى ألمانيا. في المباراة الأولى من الجولة، دخل كبديل في المباراة التي انتهت بالتعادل 2–2 مع أرمينيا بيليفيلد، وبدأ أول مباراة له مع الفريق الأول مع نورويتش بعد ثلاثة أيام في المباراة الودية ضد بونر إس سي، وسجل هدفين. شارك أيداه مرة أخرى في المباراة الأخيرة لنورويتش في الجولة، حيث دخل كبديل ضد شالكه 04.

## مسيرة الكبار

### نورويتش سيتي
شارك أيداه لأول مرة مع الفريق الأول في 27 أغسطس 2019، حيث لعب 90 دقيقة كاملة عندما خسر نورويتش 1–0 أمام كرولي تاون في كأس رابطة الأندية الإنجليزية المحترفة. شارك لأول مرة في الدوري الإنجليزي الممتاز كبديل ضد كريستال بالاس في 1 يناير 2020 قبل أن يبدأ مباراة نورويتش في الدور الثالث من كأس الاتحاد الإنجليزي 2019–20 في بريستون نورث إند في 4 يناير، ليظهر لأول مرة في كأس الاتحاد الإنجليزي. سجل أول ثلاثية احترافية له في المباراة، وهي ثالث مشاركة له مع نورويتش. في 15 يناير 2022، سجل أيداه هدفه الأول في الدوري الإنجليزي الممتاز لصالح نورويتش سيتي في فوز 2–1 على إيفرتون. كانت هذه أول مباراة له مع نورويتش سيتي في الدوري الإنجليزي الممتاز وأول مباراة له مع الكناري على ملعب كارو رود.

### سيلتك
انتقل أيداه على سبيل الإعارة إلى سيلتيك في 1 فبراير 2024. سجل ركلتي جزاء ضد هيبرنيان في إيستر رود. كما سجل هدف الفوز في نهائي كأس اسكتلندا 2024 في هامبدن بارك ضد رينجرز، ليضمن ثنائية الدوري والكأس.
في 14 أغسطس 2024، عاد أيداه إلى سيلتيك في صفقة انتقال دائمة، بعد توقيع عقد لمدة خمس سنوات. كان له دور فعال في آخر مباراتين لفريق سيلتيك في دور المجموعات من ‏ دوري أبطال أوروبا ضد يونج بويز وأستون فيلا، حيث مهد الطريق لهدف الفوز لسيلتيك في المباراة الأولى وسجل هدفين في الثانية.

## المسيرة الدولية
وُلِد أيداه في كورك لأب إيجبو نيجيري وأم أيرلندية.
لقد كان لاعبًا دوليًا للشباب في أيرلندا. بعد ثلاثية أيداه لصالح نورويتش سيتي ضد بريستون نورث إند في 4 يناير 2020، ألمح مدرب جمهورية أيرلندا ميك مكارثي إلى أن أيداه قد يحصل قريبًا على غطاء كامل، معلقًا «ربما حصل عليه للتو»، أثناء عمله كناقد لتغطية بي تي سبورت للمباراة. في 24 أغسطس 2020، تم اختيار أيداه في تشكيلة منتخب جمهورية أيرلندا الأول لأول مرة لمباريات دوري الأمم الأوروبية ضد بلغاريا وفنلندا، في أول تشكيلة لمديره الفني ستيفن كيني على مستوى تحت 21 عامًا كمدير أول.
في 3 سبتمبر 2020، في أول استدعاء له للفريق الأول، ظهر لأول مرة في مباراة انتهت بالتعادل 1–1 خارج أرضه أمام بلغاريا في دوري الأمم الأوروبية 2020–21.
في 19 يونيو 2023، سجل هدفه الأول مع أيرلندا في فوز 3–0 على جبل طارق في تصفيات بطولة أمم أوروبا 2024.
في 10 سبتمبر 2023، سجل هدف الافتتاح لأيرلندا في هزيمتها 2–1 أمام هولندا في تصفيات بطولة أمم أوروبا 2024.

## الإحصائيات

### النادي
آخر تحديث 24 مايو 2025.
| النادي             | الموسم   | الدوري                    | الدوري | الدوري  | الكأس الوطني | الكأس الوطني | كأس الدوري | كأس الدوري | أوروبا | أوروبا  | المجموع | المجموع |
| النادي             | الموسم   | الدرجة                    | الظهور | الأهداف | الظهور       | الأهداف      | الظهور     | الأهداف    | الظهور | الأهداف | الظهور  | الأهداف |
| ------------------ | -------- | ------------------------- | ------ | ------- | ------------ | ------------ | ---------- | ---------- | ------ | ------- | ------- | ------- |
| نورويتش سيتي       | 2019–20  | الدوري الإنجليزي الممتاز  | 12     | 0       | 3            | 3            | 1          | 0          | —      | —       | 16      | 3       |
| نورويتش سيتي       | 2020–21  | دوري البطولة الإنجليزية   | 17     | 3       | 0            | 0            | 0          | 0          | —      | —       | 17      | 3       |
| نورويتش سيتي       | 2021–22 ‏ | الدوري الإنجليزي الممتاز  | 17     | 1       | 2            | 0            | 2          | 0          | —      | —       | 21      | 1       |
| نورويتش سيتي       | 2022–23 ‏ | دوري البطولة الإنجليزية   | 25     | 2       | 1            | 0            | 1          | 1          | —      | —       | 27      | 3       |
| نورويتش سيتي       | 2023–24  | دوري البطولة الإنجليزية   | 28     | 6       | 3            | 1            | 3          | 0          | —      | —       | 34      | 7       |
| نورويتش سيتي       | 2024–25  | دوري البطولة الإنجليزية   | 1      | 0       | —            | —            | 0          | 0          | —      | —       | 1       | 0       |
| نورويتش سيتي       | المجموع  | المجموع                   | 100    | 12      | 9            | 4            | 7          | 1          | —      | —       | 116     | 17      |
| نادي سلتيك (إعارة) | 2023–24  | الدوري الإسكتلندي الممتاز | 15     | 8       | 4            | 1            | —          | —          | —      | —       | 19      | 9       |
| سلتيك              | 2024–25  | الدوري الإسكتلندي الممتاز | 35     | 13      | 4            | 2            | 4          | 2          | 10     | 3       | 53      | 20      |
| سلتيك              | المجموع  | المجموع                   | 50     | 21      | 8            | 3            | 4          | 2          | 10     | 3       | 72      | 29      |
| الإجمالي           | الإجمالي | الإجمالي                  | 150    | 33      | 17           | 7            | 11         | 3          | 10     | 3       | 188     | 46      |

1. ↑  تشمل كأس الاتحاد الإنجليزي وكأس إسكتلندا
2. ↑  تشمل كأس رابطة الأندية الإنجليزية المحترفة وكأس الدوري الإسكتلندي
3. ↑  المباريات في دوري أبطال أوروبا

### المنتخب
آخر تحديث 10 يونيو 2025.
| المنتخب الوطني  | العام   | الظهور | الأهداف |
| --------------- | ------- | ------ | ------- |
| جمهورية أيرلندا | 2020    | 5      | 0       |
| جمهورية أيرلندا | 2021    | 8      | 0       |
| جمهورية أيرلندا | 2023    | 9      | 3       |
| جمهورية أيرلندا | 2024    | 7      | 1       |
| جمهورية أيرلندا | 2025    | 3      | 1       |
| المجموع         | المجموع | 32     | 5       |

تظهر قائمة النتائج والأهداف لمنتخب جمهورية أيرلندا أولاً.
| # | التاريخ        | المكان                    | الخصم     | الهدف | النتيجة | المسابقة                                                        |
| - | -------------- | ------------------------- | --------- | ----- | ------- | --------------------------------------------------------------- |
| 1 | 19 يونيو 2023  | ملعب أفيفا، دبلن، أيرلندا | جبل طارق  | 3–0   | 3–0     | تصفيات بطولة أمم أوروبا 2024                                    |
| 2 | 10 سبتمبر 2023 | ملعب أفيفا، دبلن، أيرلندا | هولندا    | 1–0   | 1–2     | تصفيات بطولة أمم أوروبا 2024                                    |
| 3 | 21 نوفمبر 2023 | ملعب أفيفا، دبلن، أيرلندا | نيوزيلندا | 1–0   | 1–1     | مباراة ودية                                                     |
| 4 | 4 يونيو 2024   | ملعب أفيفا، دبلن، أيرلندا | المجر     | 1–0   | 2–1     | مباراة ودية                                                     |
| 5 | 23 مارس 2025   | ملعب أفيفا، دبلن، أيرلندا | بلغاريا   | 2–1   | 2–1     | مباراة فاصلة لتحديد الهبوط في دوري الأمم الأوروبية [الإنجليزية] |

## الإنجازات
نورويتش سيتي
- دوري البطولة الإنجليزية: 2020–21[بحاجة لمصدر]

سلتيك
- الدوري الاسكتلندي الممتاز: 2023–24،[37] 2024–25[38]
- كأس اسكتلندا: 2023–24[23]
- كأس الدوري الاسكتلندي: 2024–25[39]

## وصلات خارجية
- Adam Idah على موقع الاتحاد الأوربي (الإنجليزية)
- Adam Idah على موقع قاعدة بيانات كرة القدم.إي يو (الإنجليزية)
- Adam Idah على موقع ناشيونال فوتبول تيمز (الإنجليزية)
- Adam Idah على موقع Soccerbase.com (لاعب) (الإنجليزية)
- Adam Idah على موقع Soccerway.com (الإنجليزية)
- Adam Idah على موقع عالم كرة القدم.نت (الإنجليزية)
- آدم أيداه على Soccerbase
- آدم أيداه على الدوري الإنجليزي الممتاز